# Río Santa Rosa (Ecuador)
El río Carne Amarga nace frente a un pueblo que se llama la Torata, Ecuador.
Su desembocadura es en el Canal de Jambeli que a la vez desemboca en el Océano Pacífico.
El rio carne amarga es unos de los rios más conocidos por la gente Santa Roseña
Y a sí mismo su nombre característico “CARNE AMARGA” se le llama así, porque en
los inviernos crudos, los hacía pasar grandes amarguras.
Lamentablemente  río Santa Rosa o Carne Amarga, que 
por motivo de la explotación de los recursos naturales, la ambición del hombre 
y la falta de conciencia ambiental por parte de las industrias, la población de 
influencia y de los organismos de control encargados de resguardar la 
conservación de la naturaleza y la salud de la población, es que la problemática 
de degradación del río aumenta. Provocando en la sociedad un estado de 
alerta.
Tomando en cuenta que la población santarroseña está conectada a la red 
pública de agua, recibiendo agua potable de la planta de tratamiento “Los 
Jardines” la cual posee un tratamiento sencillo de desinfección de aguas sin 
garantizar la calidad de las mismas por contaminación con metales pesados. Además de poseer un signumero de especies de peces  para el consumo humano.

## Ciudades y Poblados ubicados sobre los márgenes del río
- Torata
- La Chilca
- Playon
- Remolino
- Sitio Turístico Limón Playa
- El Vado
- La Avanzada
- Bellavista
- Santa Rosa

- Datos: Q43376241